# Nhà thờ Santiago (Jerez de la Frontera)
Nhà thờ Santiago (Tiếng Tây Ban Nha: Iglesia de Santiago) là nhà thờ nằm ở Jerez de la Frontera, Tây Ban Nha. Nhà thờ được công nhận là Bien de Interés Cultural năm 1931. Gần quảng trường Santiago, nhà thờ được xây bên ngoài bức tường xung quanh thành phố thời Trung cổ.